# 色当族
色當族，是越南官方認定的54個民族之一，「Xơ Đăng」是越南政府給他們的名字，他們多叫自己為Ha(rh) ndea(ng)，而法國人則稱呼他們為Sedang。在寮國，他們被視為Kha人；高棉人則把他們視為Phong人；占婆地區的人則把他們視為Kiritas人。主要分布在越南中央高原地區的崑嵩省，也有一些零星散落在廣義省、廣南省、寮國的低漥地帶、柬埔寨的東北部。根據2009年的人口普查，越南境内的色當族人口為169,501人。
他們居住在長山山脈上，係屬銅鑼文化空間的一環，但他們也發展出相對於中央高原上的其他少數民族獨特而完整的文化，他們沒有被湧入的移民與戰爭所破壞。色當族人善於唱歌跳舞，敲鑼以及其他的樂器。男人以騎士精神著稱，善於建築、雕刻、繪畫，這些技藝也相繼創造了他們為人著名而獨特的文化面貌，例如集會所、用在野牛犧牲儀式上的裝飾物、環繞玉靈山的梯田、敲鑼歡騰的節慶。

## 民族分佈、人口與語言

### 民族分支
在色當族的群體裡，大致上可分為五個子群：

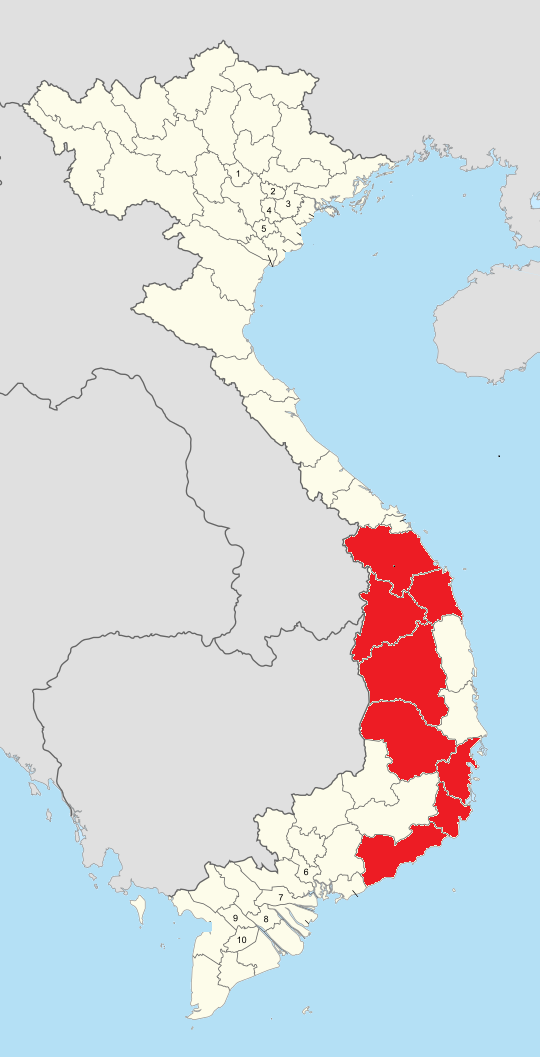
色當族分布圖

主要是色丹族（Xơ Teng）、土抓族（To Dra）、莫南族（Mơ Nâm）、加東族（Ca Dong）、哈蘭族（Hà Lăng）五支。
主要分布在北緯17度、東經107度的位置一帶，集居在崑嵩省的得蘇縣、沙泰縣、得格雷縣、公伯隴縣、玉回縣、得河縣，廣南省的南茶眉縣、北茶眉縣，廣義省的山河縣，也有部分分居在嘉萊省、多樂省，或者是寮國的低漥地帶、柬埔寨的東北部。

### 人口
根據2009年的人口普查，越南境内的色當族人口為169,501人。

### 語言
他們主要使用的語言是色當語，與Halang族、Halang Doan族使用的語言近似。
色當語屬於南亞語系>孟高棉語族>東孟高棉語支>巴拿語群>北巴拿語>色當語。
孟高棉語族是東南亞的語言集合，傳統上是將之與蒙達語族合稱為南亞語系，但此一分類近年被屏棄不用，取而代之的是Sidwell在2009年的分類方式。
Sidwell在2009年和2011年間對36種做了語言詞類的分析比較，在研究證據支持之下，他認為南亞語系中的13個分支應該被公平地對待，各自列為一語族。而在與Blench討論後，又認為尚朋語應該成為另一獨立語族，因此使得南亞語系的分類更為細緻。

### 語音學

#### 輔音
|      |          | 唇音 | 齒齦音 | 硬顎音 | 軟齶音 | 聲門音 |
| ---- | -------- | ---- | ------ | ------ | ------ | ------ |
| 鼻音 | 鼻音     | m    | n      | ɲ      | ŋ      |        |
| 塞音 | 前鼻音化 | mb   | nd     | ndʑ    | ŋɡ     |        |
| 塞音 | 非送氣音 | p    | t      | tɕ     | k      | ʔ      |
| 塞音 | 送氣音   | pʰ   | tʰ     | tɕʰ    | kʰ     |        |
| 擦音 | 清音     | f    | s      |        | x      | h      |
| 擦音 | 濁音     | v    | z      |        | ɣ      |        |
| 近音 | 近音     | w    | l      | j      |        |        |

#### 母音
|          |          | 前元音 | 中元音 | 後元音 |
| -------- | -------- | ------ | ------ | ------ |
| 閉元音   | 閉元音   | i      |        | u      |
| 半閉元音 | 半閉元音 | e      |        | o      |
| 半開元音 | 半開元音 | ɛ      |        | ɔ      |
| 開元音   | 開元音   |        | a      |        |

#### 語言系譜
- 南亞語系
  - 巴拿語支
    - North Bahnaric
      - 色當語

## 地理環境
西原是一塊被高山環繞的高原，周圍都是花崗岩的斷層與陡峭的懸崖。
由於他們崎嶇的地勢、蜿蜒的小路、高聳的群山、深不見底的峽谷，幾乎沒有研究者得以從這裡獲得關於色當族的完整資訊。

### 水源地（water source）的意義
當尋找村落的據點時，最重要的事情是一個易於取得豐沛水源的地方。河谷不只是每日用水的來源，更象徵著一致的權力和財產、是一個非常重要而神聖的存在。
最重要的一天是在豐收後，對於河谷地的修整；並在取水後，混和著獻祭過後的豬血，並再獻給河神，或是烹煮作為新年慶典的糯米。

## 歷史沿革

### 神話
關於色丹族、土抓族、莫南族、加東族、哈蘭族的起源：在一場大洪水過後，只有一對兄妹逃到了他們所居住地區的高山，因而得以存活下來。
留存下來的後代們成為了現在的色當族。

### 起源
原本被認為是居住在中央高原地區的早期孟高棉語人，但並沒有合理的說明此一民族遷徙至此地時間與理由，但他們與早期越族、芒族在語言與文化的相似，因此色當族的祖先被認為可能來自偏遠的北方。
同時，他們的原生神話無庸置疑地肇造於他們所居住的崎嶇高原。而他們的歷史也總是與他們祖先所居住的地方有極強烈的關係，諸如Ngọc Ang山在崑嵩省的得蘇縣、崑嵩省西邊的一個小鎮Giang Mo Rai、以及玉靈山脈等。

### 遷徙階段
當中央高原地區的其他部族多被鄰近地區的真臘王國占領時(他們主要分部在越南中部的占婆與高棉地區)，色當族的活動區域是相對獨立、不受侵擾的。直到十六世紀左右，泰人與寮人開始擴張他們在寮國南方的土地，擊敗了孟高棉地區的人，並散布到崑嵩地帶的北邊與西邊，甚至是斯雷伯克河在班東地區的河谷。而這批戰敗者便撤退到崎嶇的安南山脈南邊，或是東邊的西原。

### 法國殖民
法國人將這些居住在中越及南越山區的少數民族稱為「Montagnards」（意為山地人的種族），另外還包括了如芒族、拉德族、嘉萊族、巴拿族，原因是這些民族多半比較封閉，對外來的勢力及法國的殖民採取抗拒的態度，因而多被越南人視為「野蠻人」，並多加歧視。
1850年代，天主教的勢力隨著佔領越南進入了此地，傳教士們深入此地進行宣教，與巴斯德研究所的研究員如葉森等，一起對當地人民進行治療與疾病的研究。

### 越戰
二十世紀以降，這裡經歷了兩場大型的戰爭，特別是第二次印度支那戰爭。由於胡志明在中央高原地區這開挖了許多抵抗、突襲美軍的地道，以胡志明小徑聞名的地帶，色當族在這的領地遭受美軍上千噸的炸藥轟炸，村民被迫逃離，超過半數的村莊被毀，而許多的村莊不是被撤離，就是被合併。
分布地區之一的廣義省的山河縣，即鄰近發生美萊村屠殺的山靜縣。
1954年，美國扶植的南越當局吳廷琰政府按照日內瓦協議規定，把約20萬民的越南人安置到中央高地，並進一步將少數民族「越南化」的政策，但遭到抵抗，開始了第一波的衝突。而在1957年時，Bajaraka此一中央高地上四大區域BAhnar、dJArai、RhAdé và KAho上的的少數民族所構成的反「越南人」的聯盟成立了，而1964年後的事態激化，一部分人脫離該組織，成立了武裝而激進的的「受制者聯合自由陣線（United Liberation Front of the Oppressed People，簡稱FULRO）」，是以反南越政府的姿態出現的，但與北越的共產黨間大致上是沒聯繫的；同一年間，美國政府間接地介入越戰，聯合少數民族以小規模村莊游擊的模式反共，在特種部隊的協助下成立了「本地民用防衛團體（Civilian Indigenous Defense Group，簡稱CIDG）」，在防衛自己的村落時，也偷襲胡志明小徑上的越共，因而成為了越共的眼中釘，連帶牽連了該地區少數民族與官方的關係。

### 近期
在越戰終止，西貢淪陷之後，有關CIDG的消息就愈來愈少，而FULRO則是將基地轉移至柬埔寨，但在之後又遭到赤柬政權（Khmer Rouge）的追緝及殺戮，倖存者於1992年向駐柬埔寨的聯合國部隊投降。
在此同時，殘存在中央高原的人，繼續維持與政府之間的緊繃關係，直至今日。

## 社會及家庭

### 村落
構成這個民族的基本居住單位是村落（village，色當語：ploi）。人口聚居的中心由許多長屋組成，由許多家庭聚居在一起，規模就已經相當是京族的一個小村莊（hamlet）。村落多被群山環繞，而村落間的分隔線多是以無主土地為主。村落裡有水源地、水源儲藏設備、糧倉、集會所、墓地、獵場等。
村落的外圍以樹籬所保護，並暗藏各種陷阱、矛、木樁等武器，成年人組成不同的軍事單位。未婚男子則必須做好作展與防衛的村莊的準備，配帶著武器居住在集會所。每棟長屋裡都有一位屋主，而每位屋主組成一個管理集團，監督著村落的發展，其中又有一名權力更大的村落長，所有的屋主都必須服從它的統領。村落長不僅是一座村莊裡權力最大的人，更往往擁有富足的資源與財富。但它同時必須負起管理村莊的義務，例如保護村落、監督農業進展與產量、主持村民的信仰活動、維持地方傳統、調解糾紛等。這些村落事務由酋長與長老在不悖離傳統的基礎上，由中央集權的方式主導、處理。在其他重要的事務上，則是集結不分男女的村人來討論，並且達成一致的意見。
由於秉持著「每個人都有享受自己的勞動的成果的權利」的信念，所以火耕地的、稻田是每個村人共同擁有、使用的。稻田只能在同村的村人間相互轉讓，而使用權也是由此一社群的成員所共同批准的，任何人想要離開村子，就必須歸還所持有的土地。
在村子裡，不管是富人還是窮人，都是位於平等的基礎。對於工人的剝削是不存在的，他們每日的工作都可獲取合理的工資。在此社會裡，富人是受到尊重的，因為他們有相當的勞動力，可以進行頻繁的犧牲儀式，並且舉辦整個村莊的節日。這些家庭也多擁有傭人和奴隸，然而這些人往往被視為是家族的成員。在年紀夠長，同時擁有一定程度的資質的狀況下，這些有錢的家庭的家長，常常也繼承了酋長或軍事指揮官的職位。

### 集會所

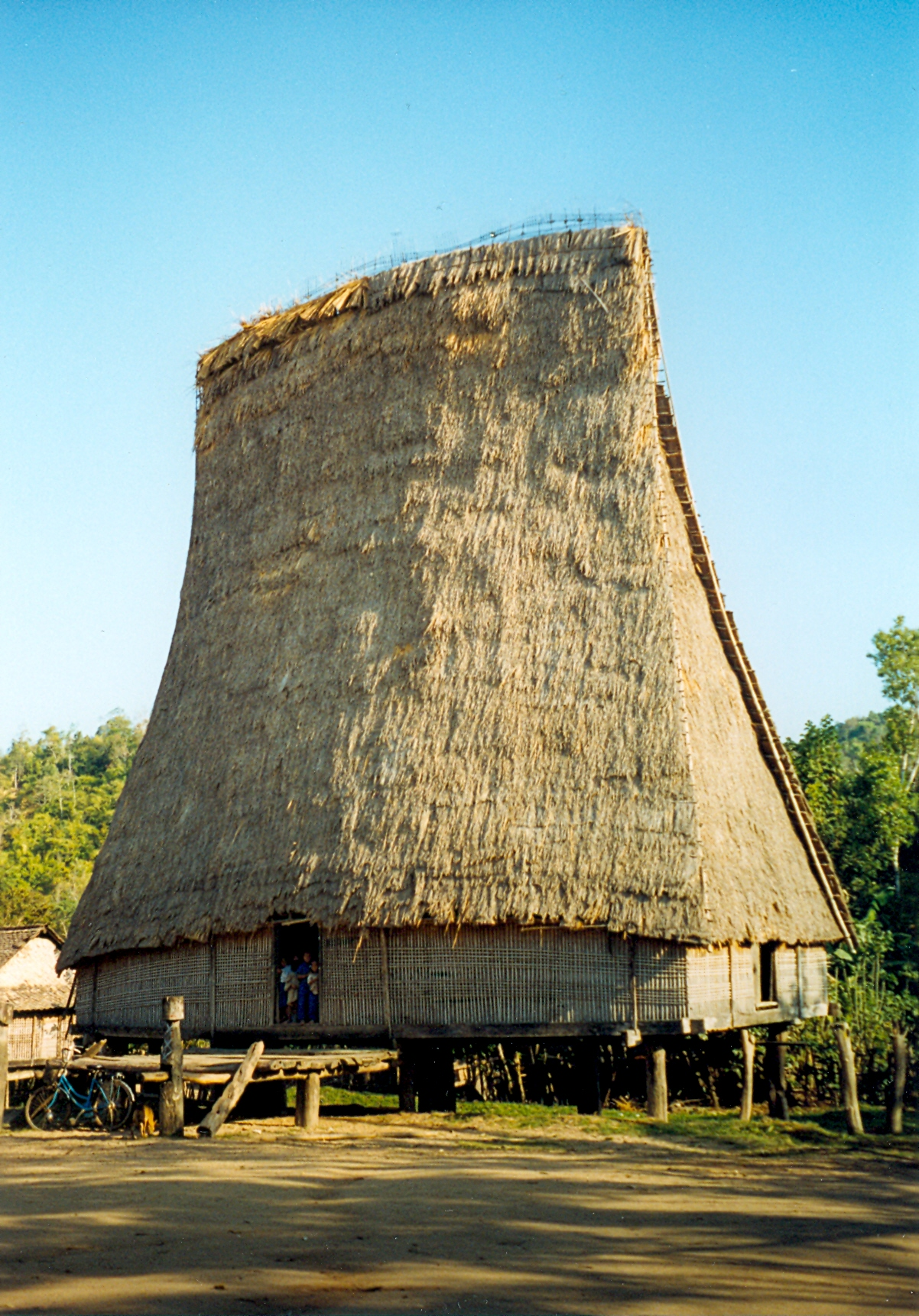
越南獨有的集會所

集會所（communal house），是在越南每個村落、社群都會出現的，不同於共產主義的會社，這是越南保存至今的一項公共生活的代表。在土抓族與莫南族被稱為giong，在色丹族被稱為cuot，在加東族與哈蘭族地區又被稱為mnao，而越南的主體民族京族則稱它為nha rong。
這種建築，通常與佛塔或寺廟的佛教系統有所關連，可是佛塔或寺廟的建築常是印度或中國式的，而集會所卻是能代表典型的越南傳統文化的，此一地點往往是社區的信仰中心，舉辦村落的大型活動，或是年長的技藝者將傳統的職業交給年輕世代的場所；他們祭拜的對象多是國家英雄、薩滿信仰如山神與水神、該一地區的守護神等，這種信仰通常會變成一種信念，進而深植於人民心中，帶給鄉人希望。
也由於此一建築的重要性，所以人們會極度謹慎的選擇建造地，傳統相信，好的地點可以帶來一個村莊往後的好運。傳統的建築形式多是「一」的形式，只有一列水平長屋。它的中心是最為莊重、嚴肅的部分，是地方的祭壇，也常用來討論村落大事。而近期的建築多似於「丁」或是「三」的形狀，使用了多列建築，風格是受到中國的影響。建築的上方是由兩片屋頂以稍微的傾斜構成，它的脊處多以蓬狀或斧狀指向天際，並在翹起的兩端裝飾有鳥或獸腳的紋飾；而山形牆則以捆成一捲一卷的稻草所建，使得建築免於受風雨、日光的侵害，從下到上以薄木板重疊製成平行椼板，過程像製作一個圓錐狀的斗笠。
現在往往成為觀光客造訪的景點。

### 家庭
色當族是雙系繼嗣的，同時，他們多不使用姓氏與家族名，但他們的名字都有一個獨特的前綴說明字眼：男人使用A，而女人用的是Y (例如：名字叫Nhong的男人，就是A Nhong；而一個名為Hen的女生，她就會被叫做Y Hen)。
在地位上，男人和女人是平等的，親生子、養子女、繼子女、表／堂兄弟姊妹也都被一視同仁。此外，義結金蘭（sworn brother）的現象也是極常見到的，同年紀或擁有相同的名字的男人在特定情況，在「宣誓」締結關係的程序之後，就認為彼此是親兄弟，而這種情形下所生下的子女不能結婚。

## 產業與生活

### 農業、牲畜、食物
色當族的主要耕種模式還是屬於相對原始的火耕。他們的耕種頻率多是耕作一年，然後再休耕八到十年讓森林重新長出。
他們使用鐵具耕種，可是耕種的方式因地區而有所差異。但有一個共通的元素，就是他們多選擇最肥沃的土地來耕種葉菜類植物、胡瓜、南瓜、小米、薏仁、根莖類植物，其中米種在各種作物之間，外面圍繞著其他的蔬菜與澱粉類作物，最外面的區域則是以各式各樣的陷阱保護。在土抓族與加東族這兩個子群裡更發展出了一種驅趕動物的方式，他們製作一個竹製的斜槽，每三分鐘傾倒水進來一次，進而撞擊此一系統中的石鼓和鑼，發出極大的聲響趕跑意欲破壞作物的動物。
他們同時也有水稻耕種的傳統，使用人力或牛隻來犁田。在莫南族的活動地區更發現他們有能力去建造水壩，並引水進入他們的梯田中。同時，因為他們技術的成長，也使得火耕的區域日益縮減，大部分的地區都已經轉變為利用動物來耕田的農業模式。
除了較為原始的火耕和基本的民生農業之外，他們也種植了果樹，以及專業化的經濟作物，如棉花、大麻、亞麻、靛青、菸草、甘蔗等。自家食用的果樹則多種在家屋旁，此外還會以比較高的盆栽來栽植多種草藥及蔬菜，以免牲畜的侵擾。
除了常見的牲口如牛、羊、豬、狗、雞等之外，色當族的家庭常常飼養象與馬，以用來獵捕森林裡的動物；然而，由於森林的銳減，此一現象正逐漸減少中。
色當族的食物種類是不那麼豐富的。典型的食物有白米飯或Cơm lam（類似竹筒飯），配以自種或採集來的蔬菜與偶爾的獵捕而來的肉。他們的食物也多半是共享的，只要其中一個家庭仍然有米飯，那其他家庭就不會被餓著；而只要有人組織出外捕獵，那村人就會舉辦一個晚會，大家圍繞著篝火坐下，宴饗、喝酒（多半是米酒，色當語叫做ruou can）、歌唱，一起吃著捕來的肉，同時討論公共事務，吃不完的就平均分配到各個家中。
他們的烹調方式多採用炙烤的、烹煮的，其中有些是半生不熟的。此外，他們也有吸聞或嚼食菸草粉的習慣，嚼食的此一行為幾乎沒有在色當族之外的民族發現，甚至是中央高原地區的各個民族群落。色當族的男人在滿二十歲後才開始或被允許吸菸，他們的煙管是由黃銅或象牙製成，並飾以特定的圖案；而嚼食菸草粉就不分男女，這是為了加快吸收。

### 工藝
一如中央高原地區的其他民族一樣，色當族也有各式各樣的竹製品，除了家具，房子也多是由竹或藤製成。其他如籃子、篩網、簍子、蓆墊、節慶的裝飾、菸盒也都是由竹子編製成的。這些竹製品多作為祭祀所需，或是農業生產。此外，土抓族的鍛鐵與加東族的樟腦加工品也都有一定的地位。
這些製品除了是生活所需之外，另一部分則是用來作為村莊間的交換或者交易。

### 衣物
他們衣服是極為簡單的，男人大多半裸著只著腰布，而女人則大部分穿著連身的裙子。他們衣服的底色通常是黑色或白色的，上頭很少圖案，多裝飾著紅色和白色的線條。衣物的主要色彩則一如中央高原地區的其他民族，象徵著勇氣、正面含意的紅色。至於白色則是暗示著純潔，黑色是屬於水和烏雲的顏色，帶有負面的概念。這幾種顏色構成了他們所認為的天與地、陰與陽。
女人的盛裝是由上衣、披肩、裙子所組成。上衣是套頭的無袖毛衣，衣領由紅、黃、粉紅色所羊毛針織的圖案裝飾在邊緣，下擺則由白色的十字與線段構成許多連續的菱形裝飾。裙子是貼身圓筒式的。披肩（tam chouang）是由黑色為主色，由兩塊衣料所合併，外頭是鑽石圖案或黑、白、紅的線條，製造出一片美麗、澄澈而簡單的大和諧感。當色當族的少女性成熟之後，就會披著披肩，暗示她仍然單身，所以其他男士還有機會。睡覺時，他們則把披肩當作毯子，作為保暖與避免蚊蟲叮咬之用。當一個女子出嫁後，她帶著她專屬的那條披肩一起搬遷到夫家，作為她少女時代的美好而珍貴的回憶與留念。時至今日，人們只會在重大節日的慶祝場合穿著這種衣物，例如野牛犧牲與引水儀式。

## 信仰與習俗
色當人並沒有明確切割出現實與超現實的差距，現世生活與民間傳說的分界。他們深信死者依然常伴他們左右，死者會常常回來降福生者，並在ning nong季節（指的是稻米收穫並且已然儲藏之後的一段日子）、新生兒誕生、婚禮、葬禮時回來與生者共同「生活」。
他們相信輪迴，相信萬物有靈，諸如日常器物、稻穀、土地、房子等。

### 精神生活
他們最大的神是天神，他的地位遠高過山神、閃電之神、水神、農作之神。但天神沒有任何對於人間的實質影響力。
最令人懼怕的是閃電之神，他負責維護地方的傳統與民俗，同時保佑色當人在與他外族的戰鬥中得以勝利。此外，他還掌管天氣，使晴或雨。
色當人沒有一個造物主的形象。他們認為心靈的力量遠強過身體的力量，而當遇到不尋常或無法解釋的社會或自然事件時，他們會求助於神（色當語：Yang）、靈魂。每個人身旁總會有一個強壯或者孱弱的靈魂作為他們日常的依靠。
他們對於耕作時必然需使用右手，因為左手是屬於靈魂的手。這是很原始的陰陽觀：陽所代表的是奇數，是右手，是拿刀、播種的手；而陰所代表的是偶數、左手，是沒有什麼實務權的手，也與靈魂有所關聯。
從這個「陰」的概念衍伸出來的是色當人認為稻米怕水，因此他們不會讓稻米在耕作儀式、穀物成熟脫粒時接觸到水；同一概念上，他們也避免種芋頭，取代的是快速成熟的作物，例如洋蔥，或是多產的花類植物，如緬梔花、薑黃等，這些通常都帶有紅色調，並象徵著「陽」的植物，以促進稻米的產量。
旱災是色當人最憂慮的事情，他們認為之所以會乾旱是因為雷神和閃電之神睡太熟了，所以他們必須做一些挑釁的行為叫醒他們，例如：把帶有麻雀雛鳥的巢丟進水中，聽見他們啁啾的叫聲；把稻殼塞進蜂窩裡，那麼蜜蜂出不了巢就會一直嗡嗡嗡的叫；抓一隻癩蛤蟆並讓祂拖著人前進，由於在越南神話中癩蛤蟆是最高神祇的叔伯（uncle），所以這麼做會讓雷神對於他的這位「朋友」感到抱歉。上述的行為不是會讓雷神感到挫折，或是使他從睡夢中醒來，不然就是激起他對於癩蝦蟆的憐憫之心，不管如何，總之都會使祂招來雨雲，降水。

### 祭儀

#### 犧牲儀式
色當語叫au trau hue，是他們精神生活中最重要的一環。在豐收或歉收時舉行，戰爭勝利或者失敗時，或者流行疾病蔓延時，號召全村的人一同舉行這場祭典。將一隻野牛獻祭給主神，以換取和平或運氣，而非懲罰。在這段時間哩，所有自認富裕的家庭都會舉行au trau hue這個儀式以贏得村人的敬重，同時也是為了將野牛歸還給他們的祖先。儀式中，會將野牛的身體劃開，流乾牠的血，並將之撒滿地上，以表示肥沃。
此外，要是在一地看到許多棉花樹，這個地方就會被認為是神聖之地，施行au trau hue的獻祭場所，並通常會直接聯結到肥沃、生產力的。

#### 引水儀式
這個儀式辦在每年播種後的三月，或是收穫後的12月。儀式一開始，是聚集村裡的所有人一齊整修水圳或重新建一座新的。在到三天後的這段時間，村民們去捕魚，摘採蔬菜，不使用武器或陷阱地捕小老鼠、鳥、松鼠；反而是以祖先的方式，以小樹枝和石頭去獵捕動物，徒手摘蔬果。在第三天時，村民們帶著他們這三天所搜捕到的成果聚集在集會所前，村長就將這些東西獻給神，以祈求風調雨順、物產豐隆，同時祭拜他們所使用的器具的靈魂，並能保佑所有村子裡的所有家庭。

### 曆法
他們有獨特的立法系統，一年有十個月，是與他們的耕種循環有所關聯的。而每個月都是30天，每天又被劃分為許多片段，擁有各自獨特的命名。他們有「好日子」和「壞日子」的概念，例如如果玉米在一個月的最後一天成熟，就會有更豐盛的產量，象鼻蟲也不會破壞新鮮的竹筒。
他們認為的「好日子」是奇數天，例如一個月的3號、5號、7號，其中最盛的是每個月滿月時的15號。
此外，他們認為在新的一年開始的時候，如果雷聲在某種特定的鳥叫之前響起，那這年將會有食物短缺的問題；相反地，如果雷聲是在小鳥對其群體的呼喊前響起，那預告著這一年的豐收。當人們「喚醒」儲藏中的長期蟄伏著的米的靈魂，同時撣去生產工具上的灰塵，雷聲響起的那天是收獲季的結束，他們隨之開始了下一次耕期。這也是他們泛靈信仰的一種實際體現。

### 婚禮
成年男女若想進入婚姻形式，就需要藉由媒人的搓合。
媒人在村落名聲優良且具一定地位的職業，對於傳統文化有確切而堅實的領略，因此深受村人尊敬。成功作媒後，就進入到婚禮的部分。
媒人與雙方家長會面，選擇一天做為儀式進行的日子。新郎方，必須提供兩只青銅色的手環、兩小瓶的菸草粉末、兩串項鍊、鑼、酒罈、編織物、檳榔與蔞葉、風乾的肉、魚、活的雞跟豬。新娘這邊則必須準備幾罈酒、柴火、檳榔與蔞葉，以及多樣的食物以讓婚禮的參與者賓至如歸。新郎這方在造訪新娘家之後，要將他所準備的物品交給媒婆，讓這位典禮中的司儀進行精神引導，然後開始將物品交地給新娘的儀式。首先給予的物品是檳榔與檳榔葉，再來依序是手環、珠子、{{link-en|Brocade|Brocade|華美的衣物]]、菸草粉末。
再者，新娘這邊必須有人來宰殺新郎帶來的雞，然後混和雞血跟米酒，並且烹煮這隻宰好的雞。這對新人要一起吃下雞肉並喝血酒。
在雞肉烹煮的過程中，媒人會送兩顆米做的丸子給這對夫妻，而他們必須將糯米丸黏在彼此頭上，這象徵著他們兩個的靈魂的結合。同時，他會為在新人的前額為他們點上雞的鮮血，這意味著將惡靈驅逐出他們的體外。
典禮過後，新人及其親屬開始開心地宴饗、唱歌跳舞、敲鑼，直到醉倒。結束後，女方會帶著柴薪到男方家裡，這代表她的生活將從此轉移到夫家。

到了夫家，新娘要在室外站到日落，新郎的全家族的成員才會前來夾道歡迎。再之後，才會被邀請進入房子，開始慶祝活動。直到男方的親屬離去後，會再準備並且宰殺一隻年輕的公雞，將他血混入米酒烹煮。緊接著，他們會進到一個暗房去食用剛上桌的酒、肉，這個動作代表著和諧與快樂。而在夜裡的這場宴饗會使得新人的體力豐沛，進而生出健康的後代來。
婚禮後的隔天，無論是新娘或是新郎都不被允許工作，甚至到水源地去。新娘被要求留在夫家，負責廚房事務，將她帶來的柴薪丟進烹煮食物的爐灶中。在接下來的幾天，這對新人必須在他們親屬的監督下在溪流邊捕魚。如果有人抓到一隻石蟹，暗示著他們往後的日子將會充滿爭吵；反之，若是抓到的是魚，他們的婚姻則會幸福美滿，並且長久。

#### 餽贈物
在婚姻的關係中，色當族的傳統是女方家屬可以要求男方的禮物（demanding offerings），其中不可或缺的是鑼和酒罈，被稱作「cong」和「che」的物件，象徵他們的物質與精神生活。這些有神聖意涵的器具被期許能讓新人多子多孫、生活富裕。這些贈禮同時也是對於夫家名聲的一種維持。若是新郎的贈禮中缺少了鑼和酒罈，則會直接被聯想到其身世的無親無故與貧窮。

### 基督教
隨著法國殖民越南，少數的居民改信了基督教。但有消息傳出，一些歸信基督教的家庭被村落裡的其他人所襲擊、毆打。同時，由於一些人曾經支持法國殖民政府和美國對抗越共，所以長期以來造成他們與越南政府的緊張關係，甚至是屢屢遭受當局的刻意破壞，因此有許多人逃到鄰近國家如柬埔寨避難，但大多被強行遣返。
|  | 他們受到攻擊的主要動機來自族群內部的緊張關係。消息人士稱，與基督教的觀點不同，當地官員允許甚至鼓勵這些衝突。同時，當地的越南官員普遍允許甚至雇傭暴徒來襲擊基督徒，因為基督徒的信仰被視為對政府意識形態和主權的一種威脅。消息人士稱，官員們自身經常穿着平民的衣服，或者是偽裝自己，加入到這些襲擊當中。 |

## 藝術與文學
色當族有許多民間文學藝術，舉凡神話、寓言、傳說、史詩、風俗集、諷刺故事、小孩的床邊故事等。
其中，民間故事往往敘說的是那個人與動物可以溝通的時代，英雄事蹟、可憐的孤兒、人與動物結婚等的故事。也描畫出了原始時代的社會面貌，而善通常都會擊敗惡，就像「Rok Xet」、「luong pling」、「年輕人dam tong」等故事所闡述的。這些故事多半是靠著母親向孩子敘說的方式才流傳下來，因而在現今已經有很大一部分都逸失了。多半以散文或韻文式的述說模式，並搭配音樂。

### 音樂及舞蹈
色當人會演奏許多種類的樂器，除了鑼之外，還有類似二胡的樂器（其中nhị的意思是二）、笛子、管樂類的樂器、口簧琴、鼓、牛骨做的號角。有些樂器是被用來做為每天娛樂的，而另一些是專只用在慶典祭儀上。
常見的歌唱形式是男女之間的對唱，以及老者的傳誦與搖籃曲。
chiếu舞是色當族一種獨特的精神與文化遺產，以頻繁連續的肢體動作表現出濃厚的藝術氣息的。這種舞只在特定節日要以牛、豬、羊獻祭時演出，例如豐年祭等。

### 銅鑼文化圈
銅鑼文化圈 （Space of gong culture），是在越南中西部的幾個省份發展出來的一種特殊的文化型態，巴拿族、墨儂族、格賀族、勒曼族、埃地族、嘉萊族等十七個少數民族身上都可發現相關的特色，最早可推至越南北部的一個史前文化－－東山文化（ancient Dong Son civilization ）。
以其演奏方式為主，每個演奏者攜帶一個直徑在25到80厘米不等的鼓。男女村民們依據村別以3到12面鼓分組。不同的排列和節奏配合不同的儀式，例如，祭獻小牛犧牲的儀式，為稻米祈福的儀式，悼念儀式和收穫慶典。
他們相信每一面銅鑼里都隱藏著一個與古代銅鑼一樣強大的男神或女神。每個家庭必須至少擁有一面銅鑼以表明他們的財富、權力和聲望，並得到它的保護。
更在2008年被選進聯合國教科文組織的「 人類口頭與非物質文化遺產代表作 」，總幹事松浦晃一郎更表示：
|  | 我欣賞了越南頗具特色的鑼鉦音樂，也看到了西原各民族鑼鉦樂隊獨特的樂器。這是越南特有的非常美妙精彩的傳統文化。西原鑼鉦音樂獲得『人類口頭與非物質文化遺產代表作』的稱號是當之無愧的 |

然而在戰時極其之後，這一文化現象受到嚴重侵擾，在老一輩的樂手逐漸凋零，而年輕人又愈傾心西方文化的狀況下，這一文化面臨失傳的危機。更有甚者，金鑼逐漸失去它神聖的意義，被拿去賣到回收鋪或是當破銅爛鐵丟棄的現象更時有所聞。